# تعبير جندري

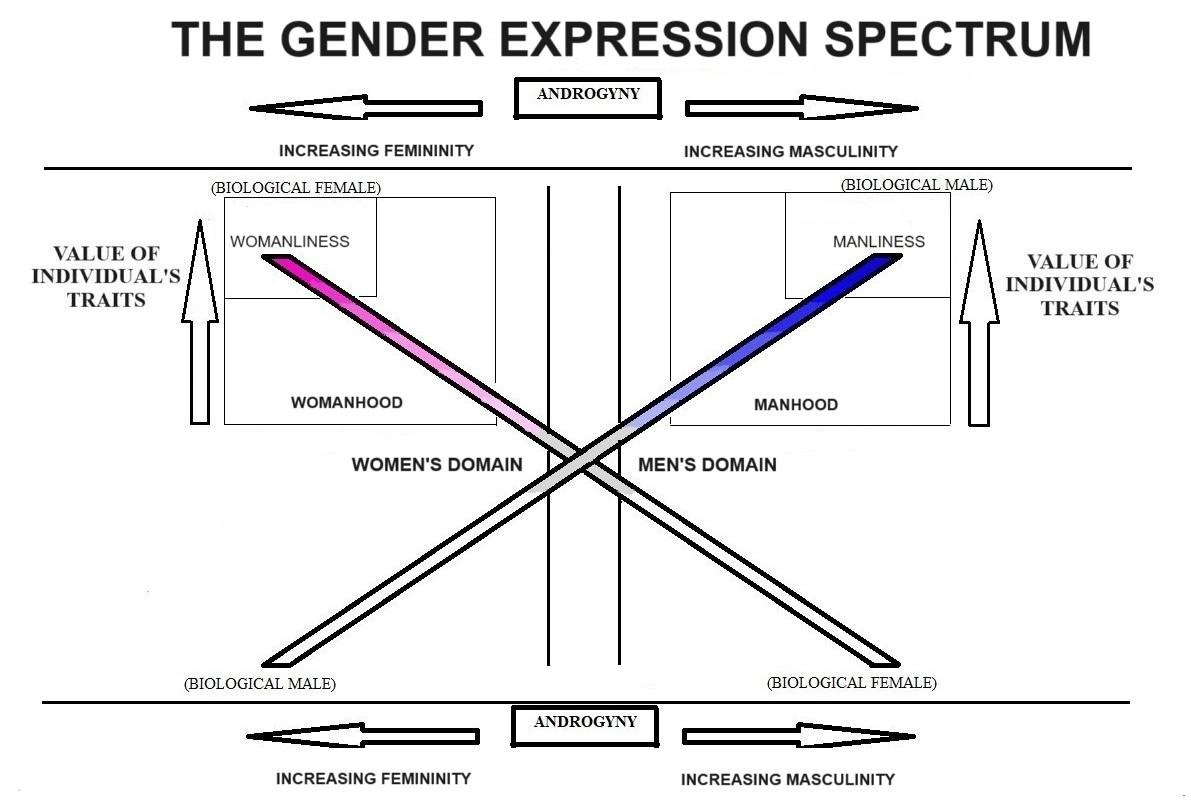
طيف التعبير الجندري من منظور محافظ.

التعبير الجندري أو التعبير عنِ الجنس هو سلوكيّات الشخص واهتماماته ومظهره المرتبط بنوع الجنس في سياقٍ ثقافي معينٍ وتحديدًا مع فئات الأنوثة أو الذكورة؛ وهذا يشملُ أيضًا أدوار الجنسين.

## تعاريف
يعكسُ التعبير الجندري عادةً الهوية الجنسية للشخص؛ كما قد يعكسُ الهوية الجندرية له أو «إحساسهُ الداخلي» بنوع جنسه مع أنَّ هذا ليس هو الحال دائمًا. إن ما يُعرف بالتعبير الجندري وبتعبيرٍ أبسط التعبير عن الجنس هو منفصلٌ ومستقلٌّ عنِ التوجه الجنسي وكذا عن تحديدِ عند الولادة. عادةً ما يُوصف الرجال والفتيان – في إطارِ التعبير الجندري – بمصطلح «رجولي» للإشارةِ إلى الرجولة بينما يُستعمل مصطلح «مخنث» – في إطار التعبير الجندري أيضًا – للإشارة للمثليين من الذكور أو للذين يتصرّفون تصرفات جنسيّة مختلفة عن تلكَ التي تقومُ بها الفئة الأولى، أمَّا النساء والفتيات فيُشائ لهنَّ بالتعبير النمطي «أنثى» بينما يُطلق مصطلح «فتاة مسترجلة» أو حتّى «زنمردة» على المثليات أو اللائي يختلفنَ فنِ الفئة الأولى فيما يخصّ مسائل النشاط الجنسي. في المُقابل؛ يُمكن وصف أي نوعٍ من التعبير الذي يُنظر إليه على أنه ليس مؤنثًا ولا مذكرًا على أنه محايد من حيث الجنس أو غير متمايز. الجدير بالذكرِ هنا أنَّ مصطلح «التعبير الجندري» يُستخدم في مبادئ يوغياكارتا التي تتعلق بتطبيقِ القانون الدولي لحقوق الإنسان فيما يتعلق بالتوجه الجنسي والهوية الجنسية والتعبير الجندري والخصائص الجنسية.

## التوجه الجنسي
هناكٌ خلطٌ بين كلٍ من التعبير الجندري والتوجّه الجنسي؛ ففي حين أن التعبير الجندري لا يرتبطُ بالضرورة بالحياة الجنسية؛ غَالبًا ما يُساء فهم الإناث على أنهنَّ أكثر ذكوريةً إذا كنَّ سحاقيات والذكور أكثر أنثويةً إذا كانوا مثليين وذلك بصرفِ النظر عن تعبير الفرد عن جنسه. يُمكن أن تؤدي هذه المعتقدات إلى إساءةِ فهم الأشخاص للتعبير الجندري للفرد بناءً على حياته الجنسية. لقد أظهرت الدراسات التي أجرتها ستايسي هورن على المراهقين أن الأفراد المثليين والمثليات الذين لم يُعبِّروا عن أنفسهم باعتبارهم من أي جنسٍ هم كانوا أقل قبولًا، بينما الأفراد الذين عبّروا عن أنفسهم محددين بذلك جنسهم واجهوا مضايقات وتمييز اجتماعيين أقلّ من الفئة الأولى.
تفترضُ نظرية «مصفوفة الجنس الآخر» التي ابتكرتها عالِمة النفس جوديث بتلر أن الناس غالبًا ما يفترضون – بل ويُحدّدون – النشاط الجنسي لشخصٍ ما بناءً على جنسهم وبناءً على ما يرون، بينما ترى ليزا ديش أن تحديد الناس لنشاطٍ جنسي معيّنٍ لشخصٍ ما يستندُ بالأساسِ على جنسهم وحياتهم الجنسية.